# Astrocaryum aculeatum

Astrocaryum aculeatum

Astrocaryum aculeatum är en enhjärtbladig växtart som beskrevs av Georg Friedrich Wilhelm Meyer. Astrocaryum aculeatum ingår i släktet Astrocaryum och familjen palmer. Inga underarter finns listade i Catalogue of Life.
Vissa exemplar når en höjd av 20 meter och stammen är ibland 25 cm tjock. Den är täckt av svarta taggar. Trädet har cirka 15 fjäderlika blad som når en längd upp till 6 meter. Vid början av blomställningen förekommer två till fyra blommor av honkön och alla andra blommor är av hankön. Palmens mogna frukter är klotrunda med en diameter av 4 till 5 cm och en gulgrön till gul-orange färg. Blommorna pollineras vanligen av skalbaggar.
Astrocaryum aculeatum förekommer i Amazonområdet och i angränsande områden i Trinidad, regionen Guyana, Venezuela, Colombia och Brasilien. Den når i bergstrakter 1000 meter över havet men den är känslig för frost. Palmen är vanligast som odlad träd och den finns fläckvis kvar i ursprungliga skogar.
Palmen odlas för frukternas ätliga fruktkött. Fruktköttet har ungefär tre gånger fler vitamin A än morötter. Oljan som fås när artens frön pressas påminner om kokosnötsolja.